# Будимпештанска офанзива
Будимпештанска офанзива била је општи напад совјетске и румунске војске на нацистичку Немачку и њихове савезнике у Мађарској. Офанзива је трајала од 29. октобра 1944. до пада Будимпеште 13. фебруара 1945. То је била једна од најтежих и најкомпликованијих офанзива које је совјетска војска извела у средњој Европи. Резултат је био одлучујућа победа СССР-а, јер је избацио из рата последњег европског политичког савезника нацистичке Немачке и увелико убрзао завршетак Другог светског рата у Европи.

## Увод
Осигуравајући Румунију у летњој Јаши–кишињевској офанзиви, совјетске снаге наставиле су да напредују на Балкан. Црвена армија је окупирала Букурешт 31. августа, а затим је преко Карпата прешла на запад у Мађарску и на југ у Бугарску, са деловима који су се придружили југословенским партизанима у офанзиви на Београд. У том процесу, снаге Црвене армије повукле су немачке резерве од централне осе Варшава-Берлин, опколиле и уништиле немачку 6. армију (по други пут) и присилиле разбијену 8. армију армијске групе Јужна Украјина да се повуче на запад у Мађарску.

## Офанзива
Од октобра 1944. године 2., 3., и 4. украјински фронт су напредовали у Мађарску. Након изолације мађарске престонице крајем децембра, Совјети су опсели и напали Будимпешту. Град је освојен 13. фебруара 1945. године.
Према историјским документима, офанзива на Будимпешту може се поделити на пет периода:
- Први (29. октобар 1944. - 3. новембар 1944) и други период (7. новембра 1944. - 24. новембра 1944) обележиле су две велике офанзиве 2. украјинског фронта, предвођене Родионом Малиновским. Борбе у ова два периода биле су изузетно крваве и жестоке, пошто су Немци пружили снажан отпор против совјетског налета. Иако је Црвена армија успела да добије значајну територију, нису успели да заузму Будимпешту због жестоког немачког отпора и сопственог недостатка снага.
- У трећем периоду (3. децембра 1944. - 26. децембра 1944), 3. украјински фронт Фјодора Толбухина стигао је до реке Дунав након ослобођења Београда, и на тај начин је знатно појачао совјетску офанзивну моћ у Мађарској. Сада са адекватним снагама, совјетски фронт је извршио двострани напад северно и јужно од Будимпеште, коначно опколивши град и заробивши око 79.000 немачких и мађарских војника у будимпештански џеп.[7]
- Четврти период (1. јануара 1945. - 26. јануара 1945) обележен је низом снажних контраофанзива које су покренула немачка појачања у покушају да растерете опсаду Будимпеште. Неке немачке јединице успеле су да продру дубоко у предграђе града, а најуспешније су биле удаљене само 25 км од мађарске престонице. Међутим, Совјети су успели да издрже све немачке нападе и одрже своје положаје.
- Коначно, у петом периоду (27. јануара 1945. - 13. фебруара 1945), Совјети су окупили своје снаге да елиминишу опкољене браниоце у граду. Немачке трупе бориле су се још око пола месеца пре предаје 13. фебруара 1945. године, окончавши четворомесечне крваве борбе на подручју Будимпеште. Од процењених 79.000 браниоца, мање од 1.000 успело је да избегне смрт или заточеништво.

Након офанзиве на Будимпешту, главне снаге групе армија Југ су се практично распале. Пут ка Бечу, Чехословачкој и јужним границама Немачке био је широм отворен за Совјете и њихове савезнике.
Према совјетским тврдњама, Немци и Мађари у Будимпешти имали су губитке од 49.000 мртвих војника, 110.000 заробљених и 269 уништених тенкова.

## Последице
Како је већина немачких снага у региону уништена, трупе су пребачене са Западног фронта и у марту су Немци покренули очајничку операцију Пролећно буђење (немачки: Unternehmen Frühlingserwachen) на подручју језера Балатон. Експанзивни циљеви ове операције били су заштита једног од последњих региона за производњу нафте доступних Осовини и повратак Будимпеште. Ниједан циљ није постигнут.

## Додатни извори
- Frieser, Karl-Heinz; Schmider, Klaus; Schönherr, Klaus; Schreiber, Gerhard; Ungváry, Kristián; Wegner, Bernd (2007). Die Ostfront 1943/44 – Der Krieg im Osten und an den Nebenfronten [The Eastern Front 1943–1944: The War in the East and on the Neighbouring Fronts]. Das Deutsche Reich und der Zweite Weltkrieg [Germany and the Second World War] (на језику: German). VIII. München: Deutsche Verlags-Anstalt. ISBN 978-3-421-06235-2.
- Ungváry, Kristián (2003). Budapest Ostroma [Battle for Budapest] (на језику: Hungarian). London: I.B. Tauris. ISBN 1-86064-727-8.
- David M. Glantz, The Soviet‐German War 1941–45: Myths and Realities: A Survey Essay.